# Покровка (Колпнянский район)
Покровка — деревня в Колпнянском районе Орловской области. Входит в состав Карловского сельского поселения. Население — 286 чел. (2010).

## География
Покровка находится в пределах центральной части Среднерусской возвышенности, в лесостепной зоне, в юго-восточной части области, в центральной части района, примыкая к пгт. Колпны, у ручья Покровский.
Уличная сеть не выражена.
Климат
Климат умеренно континентальный; средняя температура января −8,5 °C, средняя температура июля +18,5 °C. Среднегодовая температура воздуха составляет +4,6 °C. Абсолютный минимум температуры воздуха составляет -38 °C, а абсолютный максимум +37 °C. Годовое количество осадков 500—550 мм, в среднем 515 мм. Количество поступающей солнечной радиации составляет 91-92 ккал/см². По агроклиматическому районированию деревня Покровка, также как и весь район и поселение, относится к южному с коэффициентом увлажнения 1,2-1,3.
Часовой пояс
деревня Покровка, как и вся Орловская область, находится в часовой зоне МСК (московское время). Смещение применяемого времени относительно UTC составляет +3:00.

## Население
| 2002 | 2010 |
| ---- | ---- |
| 313  | ↘286 |

Национальный состав
Согласно результатам переписи 2002 года, в национальной структуре населения русские составляли  98 % от общей численности населения в 313   жителей

## Инфраструктура
Личное подсобное хозяйство с зоной сельскохозяйственного использования, индивидуальная застройка усадебного типа. Газопровод низкого давления; обслуживает Орловский филиал ОАО «Газпромрегионгаз» Колпнянский РЭУ .
Водоснабжение — через водозабор из  артезианской скважины.
Предлагается включить в границы д. Покровка (южная часть) участка общей площадью 52,9 га, расположенного на землях сельскохозяйственного назначения для  индивидуальной жилой застройки, размещения объектов образования и объектов здравоохранения . Также планируется создание в деревне развитой системы озелененных пространств с целью организации рекреационного и спортивного обслуживания, строительство аптеки и физкультурно-оздоровительных комплексов .

## Транспорт
Находится на автодороге «Глазуновка — Малоархангельск — Колпны — Долгое — Екатериновка» (идентификационный номер 54 ОП РЗ 54К-8)(Постановление Правительства Орловской области от 19.11.2015 N 501 (ред. от 20.12.2017) «Об утверждении Перечня автомобильных дорог общего пользования регионального и межмуниципального значения Орловской области»).